# 1936年ベルリンオリンピックのデンマーク選手団
1936年ベルリンオリンピックのデンマーク選手団（1936ねんベルリンオリンピックのデンマークせんしゅだん）は、1936年8月1日から8月16日にかけてドイツの首都ベルリンで開催された1936年ベルリンオリンピックのデンマーク選手団、およびその競技結果。

## 概要
今大会は銀メダル2個、銅メダル3個の合計5個のメダルを獲得した。

## メダル
| メダル | 選手名               | 競技 | 種目           |
| ------ | -------------------- | ---- | -------------- |
| 銅     | インゲ・セーレンセン | 競泳 | 女子200m平泳ぎ |